# Isidro Ayora
Isidro Ramon Antonio Ayora Cueva (Loja, 2 settembre 1879 – Los Angeles, 22 marzo 1978) è stato un politico ecuadoriano.
È stato Presidente dell'Ecuador dal 3 aprile 1926 al 24 agosto 1931.